# Vrbica (żupania bielowarsko-bilogorska)
Vrbica – wieś w Chorwacji, w żupanii bielowarsko-bilogorskiej, w gminie Veliko Trojstvo. W 2011 roku liczyła 125 mieszkańców.